# Корито (Гостивар)
Корито (мкд. Корито) је насељено место у Северној Македонији, у северозападном делу државе. Корито припада општини Гостивар.

## Географски положај
Насеље Корито је смештено у северозападном делу Северне Македоније. Од најближег већег града, Гостивара, насеље је удаљено 18 km источно.
Корито се налази у горњем делу историјске области Полог. Насеље је положено високо, на висоравни усред Суве горе, као високе планине. Надморска висина насеља је приближно 1.390 метара.
Клима у насељу је оштра планинска.

## Становништво
По попису становништва из 2002. године Корито је имало 675 становника.
Претежно становништво у насељу су Албанци (99%). 
Већинска вероисповест у насељу је ислам. 